# (8296) Miyama
(8296) Miyama (1993 AD) – planetoida z pasa głównego asteroid okrążająca Słońce w ciągu 4,91 lat w średniej odległości 2,89 au. Odkryta 13 stycznia 1993 roku.